# Emmett Reid Dunn
Emmett Reid Dunn (* 21. November 1894 in Alexandria, Virginia; † 13. Februar 1956 in Bryn Mawr, Pennsylvania) war ein US-amerikanischer Herpetologe.

## Leben und Wirken
Emmett Reid Dunn war der Sohn des Bauingenieurs Emmett Clarke und seiner Frau Mary Cassandra (Reid) Dunn. Nach seiner Graduierung zum Bachelor of Arts im Jahre 1915 und zum Master of Arts im Jahre 1916 am Haverford College in Pennsylvania diente er von 1917 bis 1918 als Fähnrich bei der U. S. Navy. 1919 war er Hilfskraft am United States National Museum. 1921 promovierte er an der Harvard University zum Ph.D. Anschließend lehrte er als Professor für Zoologie am Smith College in Northampton, Massachusetts. Von 1924 bis 1929 war er Herausgeber der Zeitschrift Copeia. 1928 gab er seinen Professorenposten am Smith College auf und erhielt ein Guggenheim-Stipendium, mit dem er in den amerikanischen Tropen und an europäischen Museen forschte. 1929 wurde er außerordentlicher Professor am Haverford College. Von 1930 bis 1931 war er Präsident der American Society of Ichthyologists and Herpetologists. Von 1935 bis 1956 hatte er den David-Scull-Lehrstuhl für Biologie am Haverford College inne. 1937 war er Kurator für Reptilien und Amphibien an der Academy of Natural Sciences, Philadelphia. Von 1946 bis 1956 war er wissenschaftlicher Mitarbeiter am American Museum of Natural History. Bereits 1916 und 1926 betrieb er Feldforschung für dieses Museum. Dunn unternahm ausgedehnte Expeditionen, die ihn nach Komodo, Mexiko, Panama, Costa Rica, Kolumbien, Jamaika, Kuba und Südamerika führten. Zu seinen Forschungsschwerpunkten zählten die Salamander des östlichen Nordamerika, über die er 1925 sein bekanntestes Werk Salamanders of the Family Plethodontidae verfasste. Weitere Publikationen waren Reptile and Amphibian collections from the North Carolina Mountains: with especial Reference to Salamanders (1917), The American Caecilians (1942), Lower Categories in Herpetology (1943) und Contributions to the Herpetology of Colombia, 1943-1946 (1957). Daneben schrieb Dunn über 217 wissenschaftliche Artikel für die Zeitschrift Copeia und entdeckte rund 40 neue Reptilien- und Amphibientaxa, darunter den Panama-Stummelfußfrosch, De Schauensees Anakonda, die Schwarze Milchschlange (Lampropeltis triangulum gaigae) und die Langschwanz-Klapperschlange.
Dunn war Mitglied in der American Society of Mammalogists, der Ecological Society of America, der Society for the Study of Evolution, der Reptile Study Society, der Phi Beta Kappa, der Academia Colombiana de Ciencias, der Biological Society of Washington, im Harvard Travellers Club und im The Explorers Club.